# Félix Goblet d’Alviella
Félix Albert Goblet d’Alviella gróf (Ixelles, 1884. május 26. – Brüsszel, 1957. február 7.) belga ügyvéd, a Belga Revü szerkesztője, olimpiai ezüstérmes vívó, sportvezető, 1946 és 1956 között a Nemzetközi Tornaszövetség elnöke. Dédapja Albert Goblet d’Alviella katonatiszt, politikus, Belgium miniszterelnöke (1832–1834), apja Eugène Goblet d’Alviella történész, politikus.

## Sportpályafutása
Párbajtőr és kard fegyvernemekben is versenyzett, de nemzetközi szintű eredményt párbajtőrvívásban ért el.